# Кацураґі (Вакаяма)
Кацураґі (яп. かつらぎ町, かつらぎちょう, кацураґі тьо ) — містечко в Японії, у північній частині префектури Вакаяма.